# Районное управление социальной защиты населения
РУСЗН — Районное Управление Социальной Защиты Населения.

Устаревшее название — районные СОБЕСы.

## Задачи
Управление социальной защиты населения имеет задачей реализацию государственной политики в области социальной защиты: 
- граждан пожилого возраста,
- инвалидов,
- других лиц с ограничениями жизнедеятельности,
- семей с детьми,
- иных нетрудоспособных групп населения, нуждающихся в социальной поддержке.

Управление социальной защиты населения осуществляет обязательные выплаты для ряда категорий населения, установленные действующим законодательством: 
- Ежемесячная городская денежная выплата (ЕГДВ) ветеранам труда;
- Ежемесячная городская выплата пенсионерам до городского минимума;
- Выплаты в связи с рождением детей;
- Компенсационные выплаты многодетным семьям;
- Ежемесячные выплаты за пользование телефоном многодетным семьям, инвалидам, одиноким и одиноко проживающим пенсионерам;
- Выдача социальных карт москвича (СКМ и ВЕСБ) в соответствии с действующим законодательством (студенты, пенсионеры, инвалиды, многодетные семьи, ветераны боевых действий, ветераны военной службы);
- Единовременные выплаты к праздникам.

Кроме того, материально-бытовой отдел РУСЗН рассматривает вопросы оказания единовременной материальной помощи, выдачи санаторно-курортных путевок, приобретения товаров длительного пользования ветеранам ВОВ.